# Donald Davidson
Donald Herbert Davidson (6 de março de 1917 – 30 de agosto, 2003) foi um filósofo americano; leccionou na Universidade da Califórnia, Berkeley, de 1981 a 2003, após experiência substancial como professor de filosofia nas universidades de Stanford, Rockefeller, Princeton e Chicago.

## Filosofia
O trabalho principal da Davidson tem-se distinguido na aplicação da filosofia da linguagem à filosofia da mente e teoria da acção. Procurou aplicar a teoria formal da verdade de Tarski à semântica da linguagem natural, sublinhando a ideia de que para uma linguagem poder ser aprendida a sua semântica tem de depender de um número finito de axiomas. A semântica de Davidson foi elaborada na prática apenas para minúsculos fragmentos de inglês, embora o próprio Davidson tenha apresentado uma análise detalhada da forma lógica de frases que contêm verbos de acção.
A teoria formal do significado de Davidson é complementada por uma teoria da interpretação. Ao interpretar a linguagem de um falante nativo, pressupomos ideais de racionalidade e adoptamos um princípio de caridade ao tentar compreender as suas elocuções. Estes princípios normativos de racionalidade não podem ser assimilados a um discurso puramente científico. No entanto, são cruciais para o que é ser um ser humano e, efectivamente, ter estados mentais. Atribuir significados a elocuções, intenções a acções, e estados mentais como crenças e desejos a agentes, estão todos sujeitos a uma explicação holística que pressupõe que os seres humanos são em geral racionais e são geralmente coerentes no que pensam, dizem e fazem. Davidson também usa este argumento como base para a rejeição do cepticismo extremo, a posição de que todas as crenças acerca do mundo podem ser falsas.
Na filosofia da mente, Davidson defende uma versão de materialismo não redutivo a que chamou “monismo anómalo”. Embora cada acontecimento mental seja idêntico a um acontecimento neurofisiológico, não há afirmações universais verdadeiras com a forma “acontecimentos mentais do tipo F são idênticos a acontecimentos neurofisiológicos do tipo G”. De igual modo, embora toda a acção seja causada por crenças e desejos, não há leis universais que liguem crenças e desejos a acções. A psicologia não é redutível à física.
Davidson emprega o conceito de triangulação em diversos momentos de sua obra, e o expõe com mais detalhe no artigo intitulado "Three Varieties of Knowledge" (1991). A triangulação é uma relação estabelecida entre três vias distintas de acesso epistêmico à realidade, constituídas pelas dimensões subjetiva, intersubjetiva e objetiva. Para Davidson, cada um desses três tipo de conhecimento é direta ou indiretamente dependente do outro, não sendo nenhum deles, contudo, redutível a qualquer dos outros dois.

## Obra filosófica
Sua obra exerceu considerável influência em diversas áreas da filosofia a partir dos anos de 1960, e em especial nas áreas de filosofia da mente, filosofia da linguagem, e teoria da acção. Embora costumasse publicar na forma de breves ensaios, os quais não guardavam relação explícita com uma teoria geral, sua obra se destaca por um caráter fortemente unificado:
- Actions, Reasons, and Causes, 1963
- Truth and Meaning, 1969
- Mental Events, 1970
- Essays on Actions and Events, 1980
- Inquiries into Truth and Interpretation, 1984
- Homem do pântano (Swampman) um experimento de um pensamento filosófico, 1987
- Subjective, Intersubjective, Objective, 2001
- Problems of Rationality, 2004

## Uma lista não-exaustiva de temas davidsonianos
- externismo sobre o conteúdo mental

- holismo

- intencionalidade

- monismo anômalo

- triangulação